# Бордиловская, Виолетта Александровна
Виолетта Александровна Бордиловская (бел. Віялета Аляксандраўна Бардзілоўская; род. 7 июня 2005 года, Могилёв, Беларусь) — белорусская батутистка, чемпионка Европы 2021 года в синхронных прыжках среди юниоров, серебряный призёр Олимпийских игр 2024.

## Спортивная карьера
В 2021 году на Чемпионате Европы среди юниоров, Бордиловская заняла 8 место в индивидуальных прыжках. В командном зачёте поднялась на 2-е место и стала чемпионкой Европы в синхронных прыжках в паре с Марией Сергеевой.
На международном уровне среди взрослых дебютировала в феврале 2022 года на Кубке мира в Баку и заняла 7-е место в индивидуальном финале.
В марте 2022 года Международная федерация гимнастики (FIG) отстранила российских и белорусских спортсменов из-за вторжения России в Украину. За это время, Бордиловская стала чемпионкой Беларуси по прыжкам на батуте 2022 года.
В 2024 году FIG одобрила некоторых спортсменов как «нейтральных» для возвращения на международные соревнования. За 2024 год Виолетта приняла участие в 2 этапах кубка Мира: в Баку заняла 10-е место, в Котбусе – 12-е.
По результатам в серии Кубка мира 2024 года получила квоту на Олимпийские игры 2024. В июне была одобрена Международным олимпийским комитетом для участия в соревнованиях в качестве индивидуального нейтрального спортсмена. На Олимпийских играх выиграла серебряную медаль в индивидуальных соревнованиях по прыжкам на батуте, уступив британке Бриони Пейдж.

## Награды и звания
- В 2024 году награждена белорусским Орденом Почёта[6].